# Bait ul-Mokarram

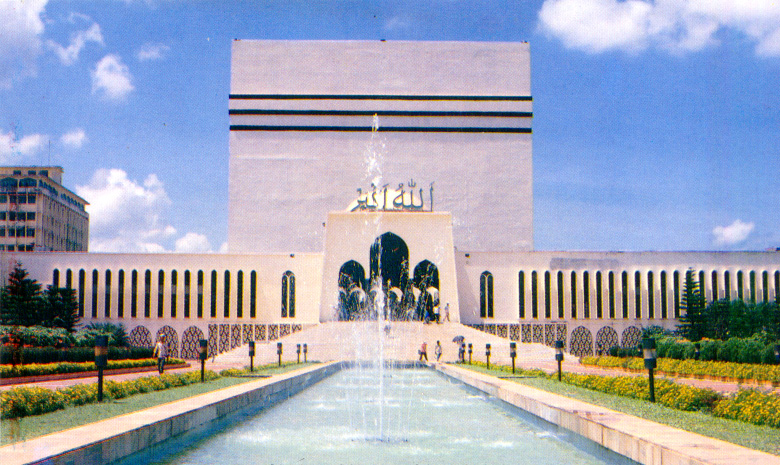
Bait ul-Mukarram

Das Baitul Mokarram (Deutsch: „Das geehrte Haus“; Bengalisch: মসজিদ বায়তুল মোকাররম / বাইতুল মোকাররম, Masjid Bāẏtul Mokārram / Bāitul Mokārram;  auch Baitul Mukarram - বায়তুল মুকাররম, Bāẏtul Mukārram) ist Bangladeschs größte Moschee und steht im Zentrum der Hauptstadt Dhaka.

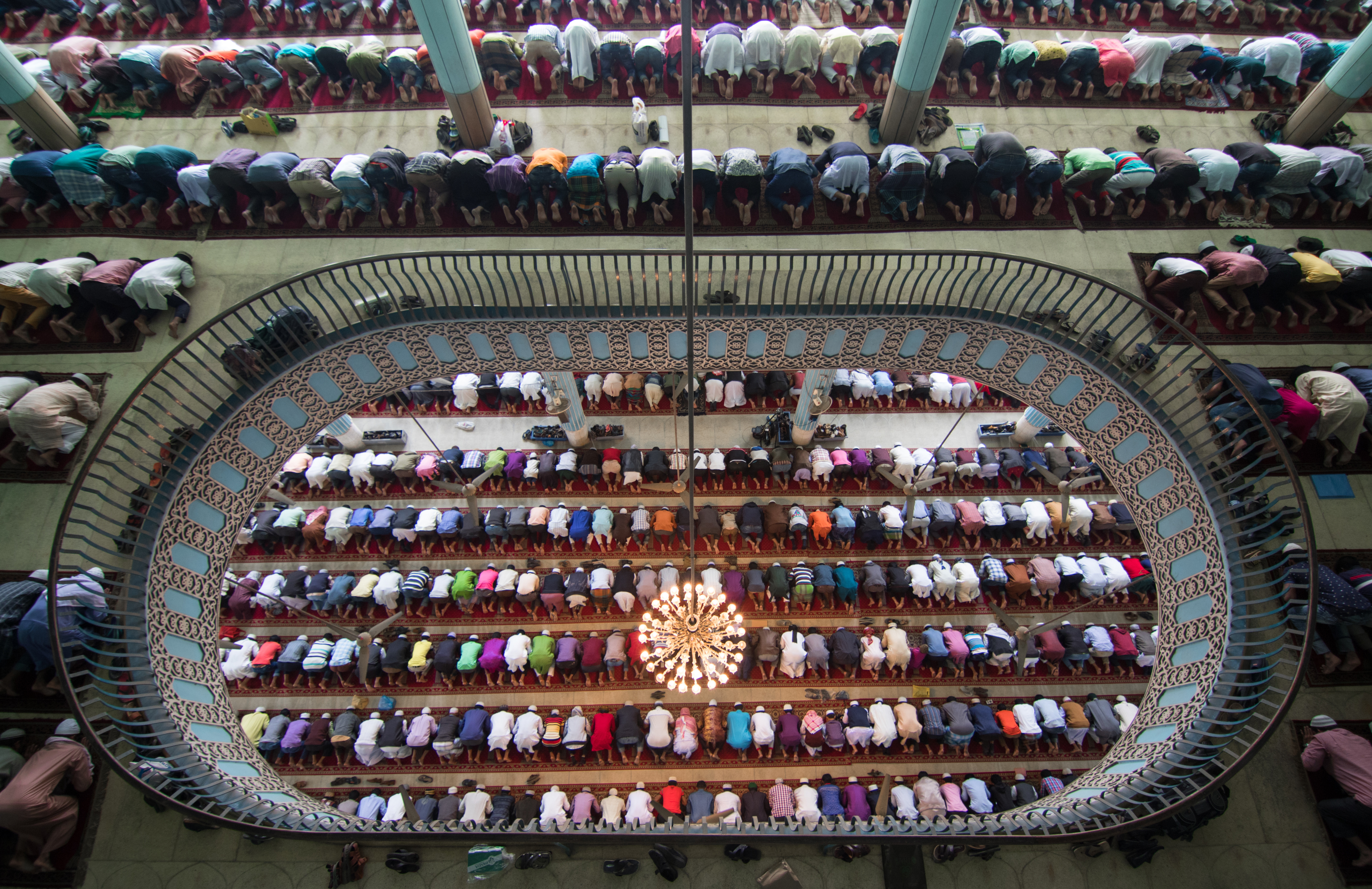
Freitagsgebet im Bait ul-Mokarram

Als Dhaka in den späten 1950er Jahren als damalige Hauptstadt Ostpakistans rasch anwuchs, entstand auch die Idee einer zentral gelegenen großen Moschee. Zu diesem Zweck wurde 1959 die Baitul Mukarram Mosque Society gegründet. Als idealer Bauplatz wurde ein Grundstück am Rand der Altstadt, am Übergang zum neuen Dhaka, befunden. Der Bau wurde am 27. Januar 1960 begonnen und 1963 eingeweiht.

## Architektur
T. Abdul Hussain Thariani war der ausführende Architekt des Moscheekomplexes, der auch Geschäfte, Büros, eine Bücherei und Parkmöglichkeiten berücksichtigte. Die Moschee hat trotz ihrer modernen Architektur eine Vielzahl traditioneller islamischer Elemente übernommen und ist aufgrund ihrer Ähnlichkeit mit der Kaaba in Mekka einzigartig in dem südasiatischen Land.